# Auguste Herbst
 (septembre 2024).
La mise en forme du texte ne suit pas les recommandations de Wikipédia : il faut le « wikifier ».
Les points d'amélioration suivants sont les cas les plus fréquents. Le détail des points à revoir est peut-être précisé sur la page de discussion.
- Les titres sont pré-formatés par le logiciel. Ils ne sont ni en capitales, ni en gras.
- Le texte ne doit pas être écrit en capitales (les noms de famille non plus), ni en gras, ni en italique, ni en « petit »…
- Le gras n'est utilisé que pour surligner le titre de l'article dans l'introduction, une seule fois.
- L'italique est rarement utilisé : mots en langue étrangère, titres d'œuvres, noms de bateaux, etc.
- Les citations ne sont pas en italique mais en corps de texte normal. Elles sont entourées par des guillemets français : « et ».
- Les listes à puces sont à éviter, des paragraphes rédigés étant largement préférés. Les tableaux sont à réserver à la présentation de données structurées (résultats, etc.).
- Les appels de note de bas de page (petits chiffres en exposant, introduits par l'outil «  Source ») sont à placer entre la fin de phrase et le point final[comme ça].
- Les liens internes (vers d'autres articles de Wikipédia) sont à choisir avec parcimonie. Créez des liens vers des articles approfondissant le sujet. Les termes génériques sans rapport avec le sujet sont à éviter, ainsi que les répétitions de liens vers un même terme.
- Les liens externes sont à placer uniquement dans une section « Liens externes », à la fin de l'article. Ces liens sont à choisir avec parcimonie suivant les règles définies. Si un lien sert de source à l'article, son insertion dans le texte est à faire par les notes de bas de page.
- La présentation des références doit suivre les conventions bibliographiques. Il est recommandé d'utiliser les modèles {{Ouvrage}}, {{Chapitre}}, {{Article}}, {{Lien web}} et/ou {{Bibliographie}}. Le mode d'édition visuel peut mettre en forme automatiquement les références.
- Insérer une infobox (cadre d'informations à droite) n'est pas obligatoire pour parachever la mise en page.

Pour une aide détaillée, merci de consulter Aide:Wikification.
Si vous pensez que ces points ont été résolus, vous pouvez retirer ce bandeau et améliorer la mise en forme d'un autre article.
Pour les articles homonymes, voir Herbst.
Auguste Herbst, né à Strasbourg en Alsace en 1878, mort en 1951, est un dessinateur, aquarelliste et coloriste de l'École de Nancy.

## Biographie
Auguste Herbst naît en 1878.
Il fait ses études à l'École des arts décoratifs de Strasbourg. Afin d'éviter le service militaire dans l'armée Allemande, il s'installe à Nancy et entre en 1898 comme dessinateur au sein de l'usine d'art Gallé.
Ayant, par son père, la nationalité allemande, il est assigné à résidence en Aveyron à partir de juin 1915, mais continue néanmoins, pendant toute la durée du conflit, à fournir modèles et dessins.
Il devient responsable de l'atelier de dessin et directeur artistique des établissements Gallé à la mort de Louis Hestaux en 1919. Il poursuit sa carrière au sein de l'entreprise Gallé jusqu'à sa fermeture en 1931. Il collabore étroitement avec Paul Perdrizet.

## Œuvre
Auguste Herbst réalise un grand nombre d'études de végétaux, représentées avec un grand soin et réalisme. Il s'appuie sur les illustrations scientifiques botaniques éditées dans le contexte de l'essor horticole de la ville de Nancy entre la fin du XIXème siècle et le début du XXème. Son œuvre atteste également d'une influence de l'art japonais dans le cadrage et la composition. Ces influences se retrouvent tout au long de la production de l'école de Nancy. Il est aussi auteur d’œuvres à motif égyptisant.
Son style est marqué par un souci du détail et des lignes souples.
Certaines de ses œuvres sont aujourd'hui conservées dans des musées mondialement réputés, notamment le Musée d'Orsay et le Metropolitan Museum of Art de New-York.
Il est signalé parmi les "artistes phares" présents au Musée des Arts-et-Métiers.
Il a également exercé comme verrier, et, à ce titre, a participé à la fabrication d'une épée d'honneur dont la garde est en cristal, offerte par "les populations de l'Est de la France au maréchal Pétain", en 1941, qui est aujourd'hui conservée au Musée de l'Armée.
Un fond Herbst a été constitué au Musée de l'École de Nancy, qui rassemble ses modèles et dessins.

## Récompenses
Il se voit décerner par le Jury de l'Exposition universelle de 1900 une médaille et un diplôme d'honneur comme collaborateur d'Émile Gallé.